# (37503) 2288 T-2
2288 T-2 (asteroide 37503) é um asteroide da cintura principal. Possui uma excentricidade de 0.18492290 e uma inclinação de 2.26967º.
Este asteroide foi descoberto no dia 29 de setembro de 1973 por Cornelis Johannes van Houten e Ingrid van Houten-Groeneveld e Tom Gehrels em Palomar.